# Apiocera sonorae
Apiocera sonorae är en tvåvingeart som beskrevs av Mont A. Cazier 1954. Apiocera sonorae ingår i släktet Apiocera och familjen Apioceridae. Inga underarter finns listade i Catalogue of Life.